# 쌍용차 사태
쌍용차 사태(雙龍車事態)는 2009년 5월 22일부터 8월 6일까지 약 76일간 쌍용자동차 노조원들이 사측의 구조조정 단행에 반발해 쌍용자동차의 평택 공장을 점거하고 농성을 벌인 사건이다.
이 사건으로 민주노총 쌍용차 지부의 지부장인 한상균을 비롯한 64명의 노조원들이 구속되었다.

## 사건 경과

### 쌍용차의 매각
쌍용그룹은 본래 70~80년대에 10대 재벌에 속할 정도의 대기업이었다. 그러나 1990년대 후반, 경영상 문제로, 쌍용그룹의 핵심 계열사 중 하나였던 쌍용자동차가 1997년의 IMF 구제금융사건 사태 이후, 그룹 정상화를 위한 구조조정 과정에서 2004년 10월 28일, 최종적으로 상하이차가 5,900여 억원에 쌍용차의 지분 48.9%를 인수하는 조건으로 채권단과 상하이차 간 쌍용차 매각 본계약이 체결되었다.

### 상하이차의 경영권 포기와 구조조정
서브프라임 모기지 사태로 인한 여파로, 지속되는 판매부진과 경기 악화로 쌍용자동차의 유동성이 악화되자, 노조와 경영진은 주택융자금·학비보조금 등 일체의 복지혜택을 사측에 반납하는 한편 2008년 12월 17일부터 약 2주간 공장가동을 중단하기로 합의한다. 그러나 이제까지 유동성 공급을 약속하던 상하이차가 12월 23일, 돌연 노조 측의 구조조정 거부를 명분으로 철수를 시사하면서 상황이 급작스럽게 악화되기 시작하였다. 상황이 이렇자 쌍용차 경영진은 2대 주주인 산업은행과 정부에 유동성 공급을 요청했으나, 산업은행과 정부는 "대주주인 상하이차의 지원이 우선되어야 한다"며 이를 완강히 거부했다.
2009년 1월 9일, 상하이차는 서울중앙지방법원에 쌍용자동차의 법정관리를 신청하고 쌍용차의 경영권을 포기하였다. 이후 상하이차가 경영권을 인수한 4년간 단 한 푼의 투자도 하지 않았으며, 애초 매각 협상 시 합의한 기술이전료 1200억원 중 절반인 600억원만 지불한채 쌍용자동차의 하이브리드 엔진 기술 및 핵심연구원들을 중국 현지 본사로 빼돌렸다는 의혹이 제기되었다.

### 노조의 파업 돌입
사측의 인력 감축안이 발표된 이후 2009년 4월 14일, 쌍용차 노조는 조합원 84%의 찬성으로 부분 파업에 돌입했고, 5월 21일에 공장을 점거하고 총파업에 돌입하게 된다. 5월 31일에는 사측이 노조가 점거중인 쌍용차 평택공장의 직장 폐쇄를 감행한다. 이후 노조와 사측은 상호 협상을 계속 거듭했지만, 협의가 제대로 이루어지지 않았다.
이후 7월 6일, 법원이 평택공장 압수수색 영장을 발부했고, 20일에는 경찰이 공장을 점거중이던 노조원들의 강제해산 방침을 발표하고 본격적으로 공권력이 투입이 되었다. 공권력 투입에 반발한 공장 내 노조원들의 불법 무기 사용에 경찰이 최루액과 테이저건 등을 통하여 대응하는 등 대치상황이 지속되었다. 결국 8월 4일과 5일 이틀동안 경찰이 진압 작전을 펼치면서 거의 모든 공장을 장악했고, 진압작전이 펼처진 다음날 노조와 사측이 마지막 협상을 타결하게 되면서 77일간의 공장 점거 총파업이 끝나게된다.
이 사건으로 노조원 90여명이 경찰에 연행되거나 구속되었으며,경찰관 100여명이 부상을 입었다. 사측은 파업으로 인하여 생산 차질등으로 인하여 3000억원의 손실액이 발생했다고 주장했다. 또한 노사간 타협을 통해 48%는 무급휴직·순환휴직·영업직 전직으로 구제하고, 나머지 52%는 의원퇴직(희망퇴직)·분사 등을 권고하기로 했다. 파업에 참여한 인원 중 400여명은 무급휴직을 받았으며, 마지막까지 농성을 이어간 200여명은 해고되었다.

### 파업 사태 그 이후
파업이 끝난 이후 쌍용자동차 노조는 2009년 9월 8일 조합원 73.1%의 찬성으로 민주노총을 탈퇴하였다. 이후 쌍용차는 2009년부터 기업회생절차를 거처서 2010년 11월에 매각 협상의 우성협상대상자인 인도의 자동차업체 마힌드라 & 마힌드라와 회사의 지분 70%를 가져가는 인수 협상을 채결하면서, 2011년에 쌍용자동차의 법정 관리 절차가 종결되었다.
2009년도 파업 사태 이후 2015년에 쌍용자동차 사측과 쌍용자동차 노동조합 그리고 금속노조 쌍용차지부 관계자들이 한자리에 모여 노-노-사 3자간 타협이 진행되었다. 이 합의의 주요 내용은 희망퇴직자, 분사자, 해고자 중 입사지원자에 한해 기술직 신규인력 채용 수요가 있을 시 단계적으로 채용하기로 했으며, 사측과 복직 대상자 서로간 손배 가압류 소송도 모두 취하하기로 협의했다. 이후 사측은 2013년 3월 무급휴직자 454명을 전원 복직시킨 이후 2016년 2월 40명, 2017년 4월 62명 그리고 2018년에는 16명의 희망퇴직자 및 해고자의 복직 절차를 진행했다.
2018년도에 경찰 진상조사위가 쌍용차 파업 진압작전이 과잉진압이라고 결과를 발표되고, 문재인 대통령이 인도 마힌드라 회장과 만난 자리에서 해고자 복직 문제를 언급하는 등 복직 문제가 다시 화두로 올라왔다. 이에 2018년 9월 13일, 2015년 노•노•사 교섭 이후 정부가 개입한 4자 협의를 통하여, 남은 해고노동자 119명의 복직을 내년 말까지 완료하기로 했다.

## 논란

### 상하이차의 '먹튀' 논란
상하이차의 '먹튀' 논란은 매각 초기인 2005년부터 불거졌다. 2005년 11월 상하이차는 소진관 당시 쌍용자동차 사장을 전격 경질한 이후 'L-프로젝트'를 통해 중국에 합작공장을 건설한 후 2006년 6월부터 '카이런' 디젤모델을 생산하였다. 이에 대해 쌍용자동차 노동조합은 "L-프로젝트를 중국에서 진행하면서 스포츠실용차(SUV) 생산기술을 중국으로 빼내간 뒤 국내 투자는 하지 않고 재매각할 가능성이 크다"고 주장하였다. 또한, 상하이차는 2004년 인수 당시 양해각서에서 "고용안정, 국내 생산능력 향상, 생산설비 및 판매망 확장"을 공언했고, 2005년 5월에는 4천억 원 투자와 평택공장 30만 대 생산설비 증설을 약속하였으나, 지키지 않았다.

### 사측의 파업 대응에 관련한 논란
파업 기간 중 사측이 공장 점거 농성을 와해하기 위해 실시한 공장 내 단전 및 단수, 식료품 및 의료진·약품의 반입을 완전히 금지하는 조치로 인하여 공장 내 농성 노조원들의 인권을 침해했다는 논란이 있다.

### 노조의 불법무기 사용 논란
파업 당시 공장을 점거하고 있던 노조원들이 경찰과 사측 직원의 접근을 막기 위하여 큰 부상을 입힐 수 있는 사제 무기인 쇠파이프, 볼트 너트 수십개를 날릴 수 있는 다연발 사제총 그리고 철근으로 만든 대형 표창 등을 제작하여 사측 직원과 현장에 출동한 경찰대원에게 사용하여 논란이 되었다.

### 경찰의 대테러장비 사용 논란
경찰측의 주장에 의하면, 경찰은 노조의 불법 무기 사용에 대응하기 위하여 테이저건과 최루액 등을 사용했다고 한다. 노조측은 '무리한 진압'이라며 반발했다.

#### 테이저건 사용
경찰은 대테러장비 테이저건을 쌍용자동차 농성자들에게 사용하였다.
6월 23일 저녁 6시 20분 당시 도장공장에 농성중이던 노조 사수대 30~40명가량이 공장에서 나와, 화염병과 쇠파이프, 새총을 들고 도장공장 앞에서 근무중이던 6기동대(경찰관기동대)를 향해 새총을 쏘고 화염병을 투척하였다. 쇠파이프를 든 노조측(약 6명)과 6기동대 경찰관 약 7명이 대치를 벌이던중 노조측에서 던진 화염병에 6기동대 소속 서모 순경의 다리에 불이 붙어 서모 순경이 쓰러졌다.
경찰측이 불붙은 서모 순경을 구출하기 위해 안전한 곳으로 끌어내려하자 노조측이 서모 순경을 붙잡고 쇠파이프로 쓰러진 서모 순경을 몇차례 가격하였다.
이에 6기동대 소속 팀장급 간부(김모 경위)는 서모 순경을 구출하기 위해 노조측에 테이저건 3발을 발사하였다.
서모 순경은 구출 후 병원으로 옮겨졌으며 2도화상, 손등이 찢어지는 중상을 당하였다.

#### 경찰특공대 진압용 다목적발사기 사용
테러나 폭동 진압때 쓰는 다목적발사기를 사용했다.
농성 75일차 경찰측이 도장공장을 점령하기 위해 크레인을 이용해 경찰특공대원들이 타고있던 컨테이너를 내릴때 약 4M 높이에서 노조측이 쇠로된 장대를 이용해 컨테이너를 흔들어 경찰특공대를 떨어뜨리려하자 그것에 대응해 경찰특공대가 다목적 발사기를 노조측에 사용해 논란이 되었다.

#### 최루액 사용
경찰측이 사용한 최루액이 농도가 높고 헬기에서 떨어뜨린 최루액에 맞은 농성자 중 일부가 피부에 염증이 생긴 것이 언론에 보도되자 경찰측이 기자들 앞에서 시연회를 갖고 스티로폼에 물과 최루액 원액을 섞은 용액을 떨어뜨리자 스티로폼이 녹아 내려 위험성 논란이 일었다.

### 경찰 진상조사위 재조사
2017년 출범된 경찰 진상조사위원회에서 쌍용차 사태와 관련된 재조사를 시작하여, 2018년에 경찰의 과잉진압이였다는 조사 결과를 내놓았다. 진상조사위는 경찰이 사측의 공권력 투입 요청을 받아 압수수색 영장 발부나 단전·단수 등 공장 내 차단조치 등에 대한 계획을 상세히 세우는 등 사측과 긴밀한 협조를 거쳐 진압 계획을 수립됐던 것으로 판단했다. 또한 노조측과 대치하는 과정 및 진압 과정에서 대테러장비 사용과 최루액 혼합살수 등에 대해 경찰관 직무집행법 규정 범위를 넘어선 위법 사항이라고 판단하며, 경찰의 공식 사과와 당시 쌍용차 노조(금속노조 쌍용차지부)를 상대로 낸 정부의 손배소 및 가압류를 취하할 것을 권고했다.

## 같이 보기
- 조현오